# Tommy Mont
Tomy Mont (Mount Savage, Maryland, Estados Unidos, 20 de junio de 1922 - Phoenix, Arizona, Estados Unidos, 1 de enero de 2012) fue un educador, administrador de universidad, entrenador de fútbol americano, y jugador de la NFL. Jugó como quarterback para los Washington Redskins como respaldo, tras Sammy Baugh, por tres temporadas. Mont fue el principal entrenador de la Universidad de Maryland por tres años y entrenador en la Universidad de DePauw por dieciocho años. También fue el director atlético de DePauw por quince años.
- Datos: Q7819710